# Dyscophus insularis
Espèce
Synonymes
- Dyscophus grandidieri Boulenger, 1896
- Dyscophus beloensis Mocquard, 1902
- Phrynocara quinquelineatum Boettger, 1913

Statut de conservation UICN

 LC  : Préoccupation mineure
Statut CITES
Dyscophus insularis est une espèce d'amphibiens de la famille des Microhylidae. Comme les autres espèces du genre, cette espèce possède le nom vernaculaire de grenouille tomate.

## Description
Dyscophus insularis mesure de 40 à 50 mm du museau au cloaque ; les mâles sont en moyenne plus petits que les femelles. Le dos est brun grisâtre et porte souvent des marques brunes allongées ; ses flancs sont parfois rougeâtres[réf. nécessaire] et une ligne claire court le long des bourrelets latéraux. Son ventre est clair avec des taches sombres qui sont plus nombreuses chez la femelle que chez le mâle. La peau de son dos est lisse. Les mâles ont un seul sac vocal de couleur noire.
La taille maximale des têtards est de 32 à 35 mm[réf. nécessaire]. Leur corps est sphérique ou légèrement ovalisé, aplati dans sa partie supérieure. Lors de leur métamorphose, les juvéniles mesurent de 13 à 15 mm[réf. nécessaire] et sont d'une coloration identique à celle des adultes.
Les deux autres espèces du genre Dyscophus sont plus grandes en moyenne et ont une couleur tirant davantage vers l'orange ; de plus, elles vivent sur la côté est de Madagascar au lieu de la côte ouest.

## Distribution et habitat

Aire de répartition de Dyscophus insularis.

Cette espèce est endémique de l'Ouest de Madagascar. Elle se rencontre entre Ambanja et le parc national de Tsimanampetsotsa. Elle est présente du niveau de la mer jusqu'à 400 m d'altitude,.
Elle vit dans les forêts sèches, où elle s'abrite parfois dans la litière. Elle se reproduit dans des mares temporaires peu profondes.

## Galerie

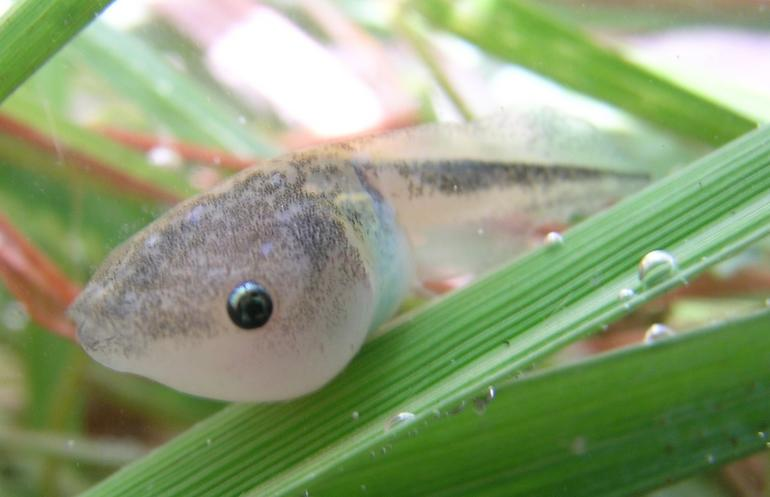
Têtard de Dyscophus insularis
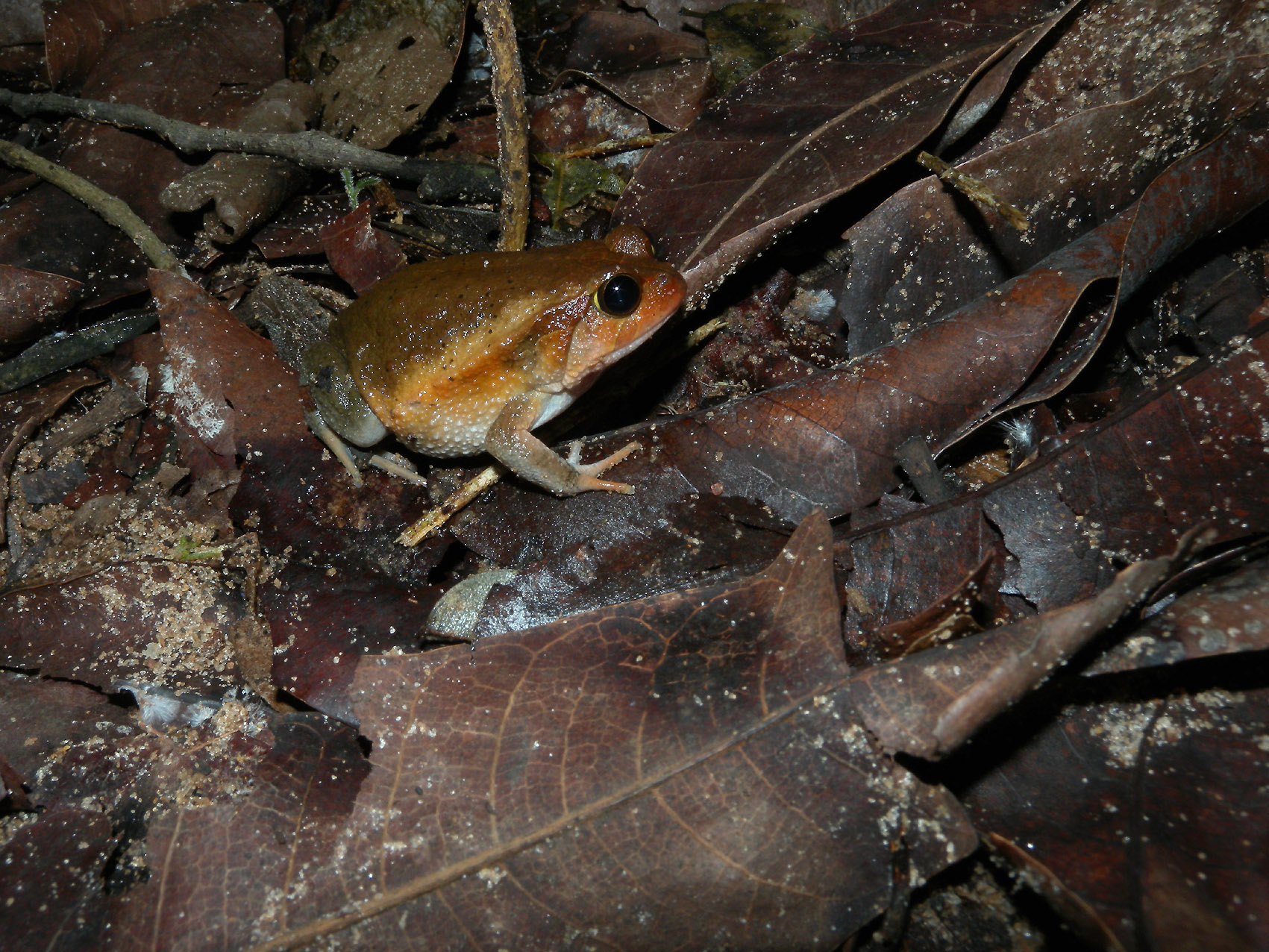
Dans un Parc National de Madagascar

## Publications originales
- Boettger, 1913 : Reptilien und Amphibien von Madagascar, den Inseln und dem Festland Ostafrikas. in Voeltzkow, Reise in Ost-Afrika in den Jahren 1903-1905 mit Mitteln der Hermann und Elise geb. Heckmann-Wentzel-Stiftung. Wissenschaftliche Ergebnisse. Systematischen Arbeiten. vol. 3, no 4, p. 269-376 (texte intégral).
- Boulenger, 1896 : Descriptions of new Batrachians in the British Museum. The Annals and Magazine of Natural History, sér. 6, vol. 17, no 101, p. 401-406 (texte intégral).
- Grandidier, 1872 : Descriptions de quelques Reptiles nouveaux découverts à Madagascar en 1870. Annales des sciences naturelles-zoologie et biologie animale, sér. 5, vol. 15, p. 6-11 (texte intégral).
- Mocquard, 1902 : Sur une collection de reptiles et de batraciens recueillis par M. Alluaud dans le sud de Madagascar. Bulletin de la Société philomathique de Paris, sér. 9, vol. 4, p. 1-25 (texte intégral).